# Boy Story
Boy Story (кор. ?, 男孩的故事?; ханча: Boi Seutoli, стилизуется как BOY STORY), — китайский хип-хоп бойбенд, сформированный в 2017 году китайской компанией Tencent Music Entertainment Group (TME) и южнокорейской компанией JYP Entertainment. Коллектив состоит из шести участников: Ханью, Цзыхао, Синьлона, Цзею, Минруи и Шуяна. 1 сентября 2017 года Boy Story выпустили свой первый сингл «How Old R U». В сентябре 2018 года Boy Story дебютировали со своим первым мини-альбомом Enough.

## История

### Пре-дебют
В сентябре 2017 года «Real! Project» стартовал с четырьмя синглами, чтобы официально дебютировать в сентябре 2018 года. Первый сингл был «How Old R U». Второй сингл был «Can’t Stop», который был выпущен 15 декабря 2017 года, а третий сингл был «Jump Up» выпущен 30 марта 2018 года. Финальный преддебютный сингл спродюсировал сам основатель JYP Entertainment, Пак Чин Ён. Песня «Handz Up» была выпущена 12 июня 2018 года. Все участники стажировалась в Корее.

### 2018 — н.в: Дебют сEnough
JYP Entertainment объявил, что официальный дебют Boy Story состоится 21 сентября 2018 года с их первым мини-альбомом, который включает все преддебютные синглы и дебютную песню «Enough». 21 октября 2018 года группа выпустила «Stay Magical» (奇妙 里). В следующем месяце Boy Story исполнили песню "For U", посвященную BOSS (фэндому). Boy Story выпустили свое возвращение 29 марта 2019 года с песней "Oh My Gosh", за которым последовало еще одно возвращение 26 июля 2019 года с песней "Too Busy" в сотрудничестве с Джексоном Ваном .6 января 2020 года Boy Story выпустили альбом «I = U = WE 序». 16 июля 2021 года Boy Story выпустили трек Cookin' Fo Ya

## Участники
| Сценический псевдоним | Настоящее имя       | Дата рождения            | Позиция в группе                               |
| --------------------- | ------------------- | ------------------------ | ---------------------------------------------- |
| Ханью (涵予)          | Цзя Ханью (贾涵予)  | 20 мая 2004 (21 год)     | Лидер, главный рэпер, вокалист, ведущий танцор |
| Цзыхао (梓豪)         | Ли Цзыхао (李梓豪)  | 22 октября 2004 (20 лет) | Ведущий рэпер, ведущий танцор, вокалист        |
| Синьлон (鑫隆)        | Хэ Синьлон (贺鑫隆) | 11 марта 2005 (20 лет)   | Главный рэпер, главный танцор, вокалист        |
| Цзею (泽宇)           | Ю Цзею (于泽宇)     | 24 декабря 2005 (19 лет) | Лицо группы, главный вокалист, танцор, рэпер   |
| Минруи (明睿)         | Гоу Минруи (苟明睿) | 28 августа 2006 (18 лет) | Ведущий вокалист, рэпер, танцор                |
| Шуян (书漾)           | Рен Шуян (任书漾)   | 24 апреля 2007 (18 лет)  | Ведущий вокалист, танцор, рэпер, макнэ         |

## Дискография

### Мини-альбомы
| Название      | Детали альбома                                                                        | Трек-лист                                                              |
| ------------- | ------------------------------------------------------------------------------------- | ---------------------------------------------------------------------- |
| Enough        | - Релитз: 21 сентября, 2018 - Лейбл: JYP Entertainment - Format: CD, Digital download | Трек-лист 1. How Old RU 2. Can’t Stop 3. Jump Up 4. Handz Up 5. Enough |
| I=U=WE 序(Xu) | - Релиз: 6 января 2020 - Лейбл: JYP Entertainment - Format: CD, Digital download      | 1. Intro: BOY STORY 2. If 3. Energy 4. Xu,Gao Bai 5. Outro: Bi Ci      |

### Синглы
| Название               | Год  | Позиции в чартах CHN | Альбом            | Ref.   |
| ---------------------- | ---- | -------------------- | ----------------- | ------ |
| «How Old RU»           | 2017 | 8                    | Enough            | [ 5 ]  |
| «Can’t Stop»           | 2017 | 7                    | Enough            | [ 6 ]  |
| «JUMP UP»              | 2018 | 2                    | Enough            | [ 7 ]  |
| «Handz Up»             | 2018 | 30                   | Enough            | [ 8 ]  |
| «Enough»               | 2018 | 8                    | Enough            | [ 9 ]  |
| «奇妙里(Stay Magical)» | 2018 | N/A                  | Non-album singles |        |
| «For U»                | 2018 | 15                   | Non-album singles | [ 10 ] |
| «Oh My Gosh»           | 2019 |                      | Non-album singles |        |
| «Too busy»             | 2019 |                      | Non-album singles |        |